# Wulfens Mannsschild
Wulfens Mannsschild (Androsace wulfeniana) ist eine Pflanzenart aus der Gattung Mannsschild (Androsace) innerhalb der Familie der Primelgewächse (Primulaceae).

## Beschreibung

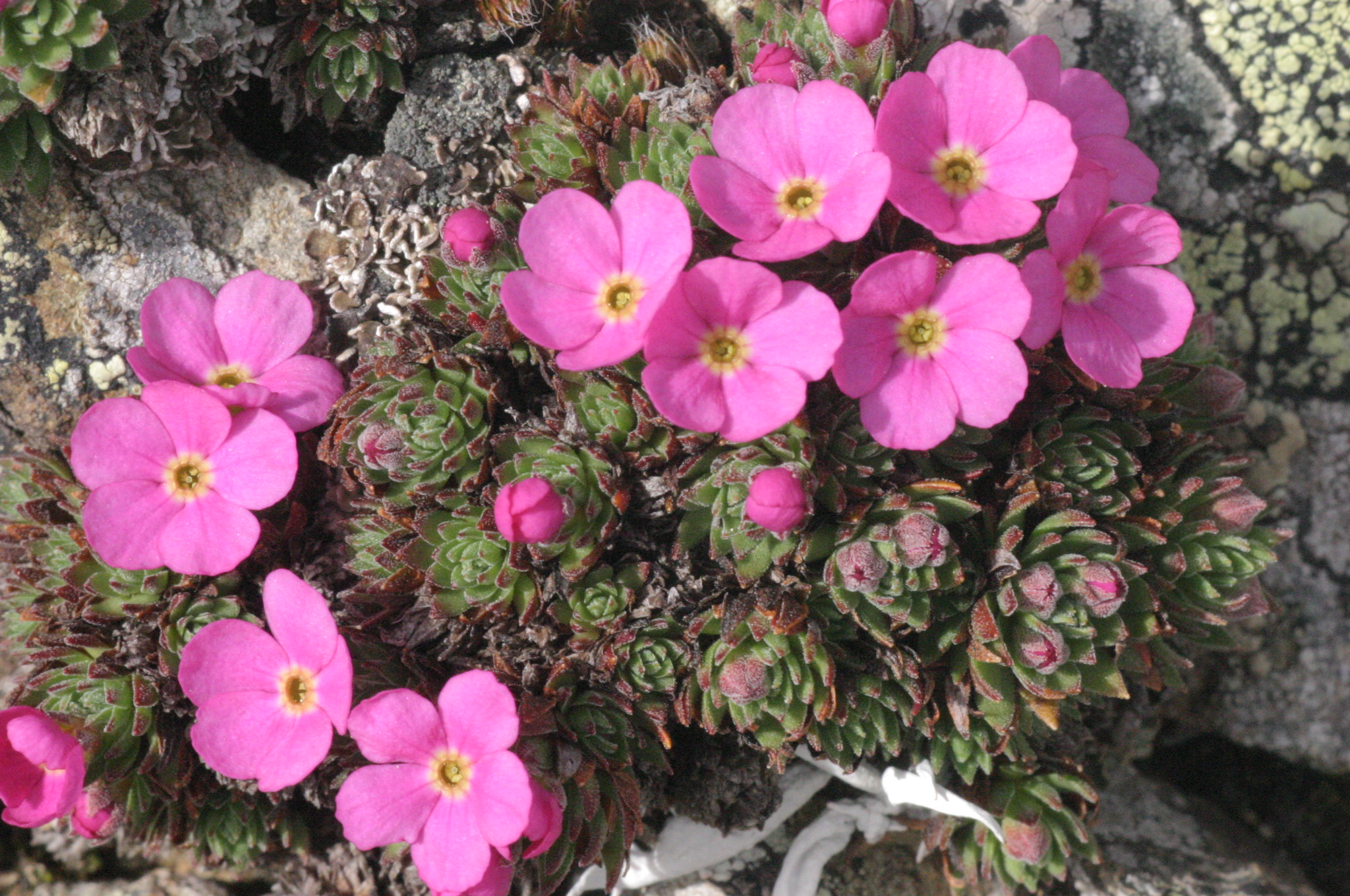
Habitus und Blüten

### Vegetative Merkmale
Wulfens Mannsschild ist eine ausdauernde, niedrige, in lockeren Polstern wachsende Pflanze.
Die Laubblätter sind in dichten, halb offenen bis ausgebreiteten Rosetten angeordnet. Die etwas fleischige, einfache Blattspreite ist bei einer Länge von 4 bis 7 Millimetern lanzettlich mit spitzem oberen Ende, schwach gekielt und mit drei- bis fünfstrahligen Sternhaaren bedeckt. 

### Generative Merkmale
Die Blütezeit reicht von Juni bis Juli. Die Blüten befinden sich einzeln in den Blattachseln der obersten blattrosetten. Sie überragen die Laubblätter. Die Blütenstiele sind 4 bis 12 Millimeter lang und erreichen die doppelte Länge der Laubblätter.
Die zwittrige Blüte ist radiärsymmetrisch und fünfzählig mit doppelter Blütenhülle. Die fünf 4 bis 5 Millimeter langen Kelchblätter sind schmalglockig bis etwas über der Hälfte ihrer Läange verwachsen und die fünf Kelchzipfel sind gekielt sowie dreieckig. Die Krone ist 10 bis 12 Millimeter breit, dunkel-rosafarben und hat einen gelben Schlund. Die Kronröhre ist genauso lang wie die Kelchzipfel. Die Kronlappen sind leicht ausgerandet oder gestutzt.
Die Kapselfrucht ist etwas kürzer als der Kelch.

## Vorkommen
Wulfens Mannsschild ist in den Ostalpen endemisch und selten. Er wächst auf kalkarmen Böden in steinigen Rasen, auf Felsen und auf Schutt in der alpinen Höhenstufe in Höhenlagen von 2000 bis 2600 Metern.
In Mitteleuropa ist er selten; er kommt ausschließlich in den Süd- und Ostalpen zwischen dem Veltlin und den Gurktaler Alpen sowie dem Lungau vor. Er gedeiht meist in Höhenlagen von 2000 bis 2600 Metern.
Wulfens Mannsschild gedeiht meist auf kalkarmen oder kalkfreien Untergrund, der ziemlich trocken sein kann und recht häufig nur kurzzeitig von Schnee bedeckt ist. Er besiedelt steinige alpine Rasen, feinerdereichen Grobschutt und Felsspalten, und zwar auch an ziemlich windausgesetzten Standorten.

## Taxonomie und botanische Geschichte
Erste Pflanzenexemplare dieser Art wurden 1840 am Preber zwischen dem Land Salzburg und Steiermark durch Ritter von Guttenberg entdeckt.
Die Erstbeschreibung von Androsace wulfeniana erfolgte 1844 durch Wilhelm Daniel Joseph Koch in Synopsis florae germanicae et helveticae, 2. Auflage, Band 2, S. 670. Ein Synonym für Androsace wulfeniana W.D.J.Koch ist Aretia wulfeniana (W.D.J.Koch) Nyman. Da Artepitheton wulfeniana ehrt den österreichischen Botaniker und Naturforscher Franz Xaver von Wulfen.

## Belege
- Xaver Finkenzeller, Jürke Grau: Alpenblumen (= Steinbachs Naturführer.). Neue, bearbeitete Sonderausgabe. Mosaik-Verlag GmbH, München 1996, ISBN 3-576-10558-1.
- Dietmar Aichele, Heinz-Werner Schwegler: Die Blütenpflanzen Mitteleuropas, Franckh-Kosmos-Verlag, 2. überarbeitete Auflage 1994, 2000, Band 3, ISBN 3- 440-08048-X.